# Маудгальяяна

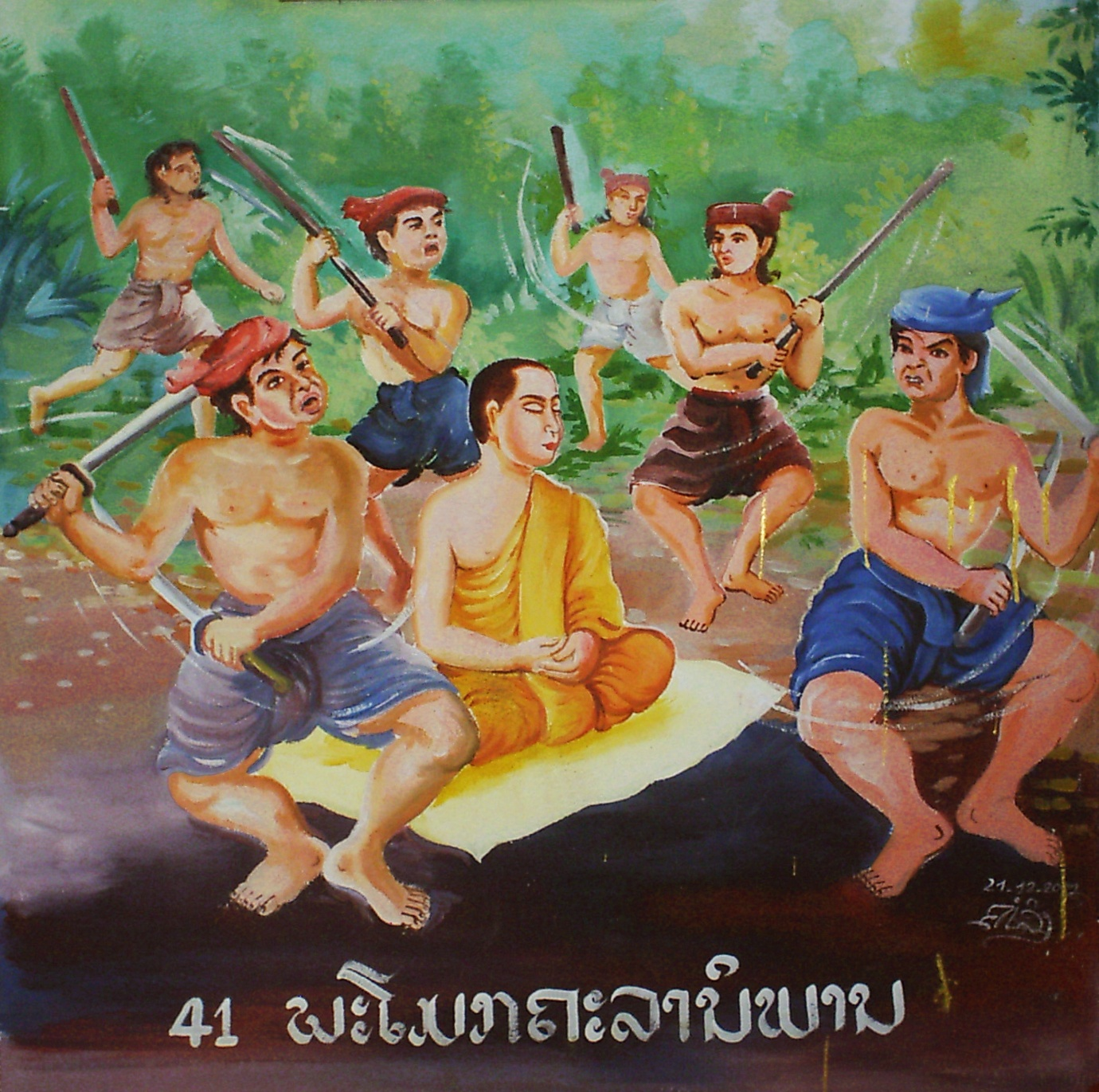
The Martyrdom of Maha-Moggallana

Маудгальяяна (санскр. Maudgalyāyana IAST, палі: Moggallāna IAST; кит. спр. 目連, піньїнь: Mùlián, акад. Мулянь; яп. 目連 Мокурэн, 目犍(腱,健)連 Моккэнрэн), в'єт. Mục-kiền-liên, тиб. མོའུ་འགལ་བུམོའུ་འགལ་བུ, бур. Молон-тойн), у буддійській традиції один з двох (другий — Шаріпутра) головних учнів Шак'ямуні.
Одного разу Шаріпутра зустрів старого мандрівного ченця Асважита, який збирав милостиню, він і розповів йому про вчення Будди. Шарипутра тут же передав почуте Маудгальяяні. Коли Маудгальяяна почув пояснення дхарми, до нього теж прийшло бездоганне бачення: «Все, що піддається виникненню, схильне до припинення».
Мандрівник Маудгальяяна побачив, як Шаріпутра наближається здалеку, і побачивши його, сказав:
— Друже мій, твій розум світлий; ти виглядаєш чистим і свіжим. Може, ти осягнув 'Безсмертне'?
— Так, мій друг, я осягнув 'Безсмертне'.
— Але як, мій друже, ти осягнув 'Безсмертне'?"

## Сутра про Шаріпутру та М'якше
Такі великі адепти, як Шаріпутра та Маудгальяяна, володіли багатьма незвичайними здібностями. Так, за однією з історій:
Так я чув. Одного разу Бхагаван перебував у Голубиній лощині. Разом з ним
там були Шаріпутра з Маудгальяяною. Якось у місячну ніч
високоповажний Шаріпутра, щойно поголивши голову, сидів під відкритим
небом, занурений у зосередження. У цей час йшли з півночі на південь
двоє якшів-приятелів з якійсь своїй справі. Побачили вони
високоповажного Шаріпутру, і говорить один якша іншому: «Ох, і хочеться
мені, друже, дати цьому шраману по голові». — «Облиш, приятелю, —
каже інший якша. —  Не нападай на шрамана. Цей шраман могутній,
потужний, надзвичай сильний». Не послухав якша приятеля, вдарив
високоповажного Шаріпутру по голові. І такий був удар, що слона зростом сім або в сім з половиною ліктів в землю б увігнав або верхівку б
гори роздробив. Але якша раптом заволав: «Горю, горю!» — і вмить
провалився в пекло. Побачив великий Маудгальяяна своїм чудовим,
чистим, надлюдським оком, як якша завдає високоповажному
Шаріпутрі удару по голові. Побачивши це, він прийшов до високоповажного
Шаріпутри й запитав його: «Чи все в тебе, друже, до ладу, чи всього тобі
вистачає, чи не болить щось у тебе?» — «Все у мене, друже мій Маудгальяяно,
гаразд, всього мені вистачає, тільки голова болить». — «Чудово, друже мій Шаріпутро, надзвичайно добре, друже мій Шарипутро! Який ти могутній,
високоповажний Шарипутро, й сильний! Тебе ж якийсь якша по
голові вдарив, та так, що слона зростом сім або  сім з половиною
ліктів в землю б увігнав або верхівку б гори роздробив, а в тебе тільки
голова болить!» — «Чудово, друже мій Маудгальяяно! Неперевершено, друже
мій Маудгальяяно! Який ти могутній, високоповажний Маудгальяяно, і надзвичайно сильний! Тобі навіть якшу видно, а я нічого такого не бачу!»
Почув Бхагаван дивним, чистим, надлюдським слухом розмову цих
могутніх чоловіків і, дізнавшись про це, вигукнув:
```
 "Якщо думка, так як скеля,
 Нерухомо і міцно стоїть,
 Красою не приваблює,
 Гнівом не дратівлива,
 Якщо так освоєна думка -
 Не піддасться болю вона".
```